# 扶南国

扶南

1 - 9世紀の地図：
驃国(Sri Ksetra)／ドヴァーラヴァティー／扶南(Fou-Nan)／チャンパ

扶南国（ふなんこく）は、1世紀から7世紀にかけてメコン川下流域（現在のカンボジア・ベトナム南部）からチャオプラヤーデルタにかけて栄えたヒンドゥー教・仏教（5世紀以降）の古代国家。

## 歴史

### 扶南の起源
3世紀頃の建業にあった呉の官僚の報告書に同時代の東南アジアの国家が出ている。しかし、扶南という名称は出ておらず、当時の現地人がどのような名前で国を呼んでいるのか分からない。
扶南をたてた人物は、インドからカンボジアに渡って扶南を建国したとする説と、インド出身のバラモン僧であり、マレー半島経由でカンボジアに渡り、王となったとする説がある外国人カウンディンヤである。カウンディンヤは土地の女王ソーマと結婚し、その子供に王権を与えると、その子供は七つの町を作ったと伝えられている。4世紀頃からチャンパ王国にミーソン聖域の建設が開始され、扶南滅亡後の658年の日付で同様の話が記録されている。
インドシナ半島では1世紀ころからインド文化が伝わり、扶南もその文化的影響を強く受けていた。ヒンドゥー教が伝わると官僚として多くのインド人が採用され、サンスクリット語が法律用語として使われた。
扶南はインド・中国間の海上交易ルートの中継地として大いに栄え、とりわけタイランド湾に面した外港オケオには交易による商品と後背地からの様々な産物が集積され、活況を呈していたと考えられている。

### 扶南の滅亡
550年から628年にかけて、扶南と真臘の間に戦争があった。550年頃、扶南は真臘を属国としていた。
628年に真臘のイシャーナヴァルマン1世が扶南を占領し、滅亡した。

## 民族
扶南をたてた民族については、クメール人（カンボジア人）である。

## 中国史書による記録
『梁書』巻五十四 列伝第四十八 諸夷のなかに記載されている。以下、原文を記し、適宜解説する。
同伝には、頓遜国、毗騫国などと並んで記述されている。